# GOSR1
GOSR1 (англ. Golgi SNAP receptor complex member 1) – білок, який кодується однойменним геном, розташованим у людей на короткому плечі 17-ї хромосоми. Довжина поліпептидного ланцюга білка становить 250 амінокислот, а молекулярна маса — 28 613.
| 10         |  | 20         |  | 30         |  | 40         |  | 50         |
| ---------- |  | ---------- |  | ---------- |  | ---------- |  | ---------- |
| MAAGTSSYWE |  | DLRKQARQLE |  | NELDLKLVSF |  | SKLCTSYSHS |  | STRDGRRDRY |
| SSDTTPLLNG |  | SSQDRMFETM |  | AIEIEQLLAR |  | LTGVNDKMAE |  | YTNSAGVPSL |
| NAALMHTLQR |  | HRDILQDYTH |  | EFHKTKANFM |  | AIRERENLMG |  | SVRKDIESYK |
| SGSGVNNRRT |  | ELFLKEHDHL |  | RNSDRLIEET |  | ISIAMATKEN |  | MTSQRGMLKS |
| IHSKMNTLAN |  | RFPAVNSLIQ |  | RINLRKRRDS |  | LILGGVIGIC |  | TILLLLYAFH |
|            |  |            |  |            |  |            |  |            |

A: Аланін

C: Цистеїн

D: Аспарагінова кислота

E: Глутамінова кислота

F: Фенілаланін

G: Гліцин

H: Гістидин

I: Ізолейцин

K: Лізин

L: Лейцин

M: Метіонін

N: Аспарагін

P: Пролін

Q: Глутамін

R: Аргінін

S: Серин

T: Треонін

V: Валін

W: Триптофан

Кодований геном білок за функцією належить до фосфопротеїнів. 
Задіяний у таких біологічних процесах, як транспорт, транспорт білків, транспорт між ендоплазматичним ретикулумом і апаратом Гольджі, ацетилювання, альтернативний сплайсинг. 
Локалізований у мембрані, апараті гольджі.